# Brenthis mashuensis
Brenthis mashuensis är en fjärilsart som beskrevs av Kôno 1931. Brenthis mashuensis ingår i släktet Brenthis och familjen praktfjärilar. Inga underarter finns listade i Catalogue of Life.